# Очин-Плещеев, Иван Иванович
Иван Иванович Очин-Плещеев (ум. 1570) — дворянин московский и воевода, третий сын воеводы Ивана Григорьевича Очина-Плещеева.

## Служба
Иван Иванович Очин-Плещеев упоминается первый раз в 1551 году, когда он был записан во вторую статью московских детей боярских.
В 1554 году вместе с другими воеводами участвовал в карательном походе против казанских татар, отличился и получил в награду от царя «пол-золотого угорского». В июле 1555 года упоминается среди голов, «которые были расписаны в посылки» во время царского похода к Коломне и Туле против крымского хана Девлет Герая, затем послан командовать передовым полком в Казань.
В 1556-1557 годах — наместник в Чернигове, в 1558 году — третий воевода в Казани. В 1559 году во главе передового полка участвовал в походе из Пскова на Ливонию. В 1560 году под командованием боярина князя Ивана Фёдоровича Мстиславского участвовал в походе на Феллин (Вильянди) и после его сдачи был оставлен там первым воеводой.
В 1561 году воевода Иван Иванович Очин-Плещеев во главе передового полка выступил из Пскова в поход на Литву. В 1562 году «годовал» на воеводстве в Смоленске, ходил оттуда с царевичем Бек-Булатом под Оршу.
В январе 1564 года — второй воевода полка правой руки в битве с польско-литовским войском под Чашниками. В 1565 году участвовал в походе на литовский город Озерище и после его взятия в 1567 году снова в чине головы участвовал в походе на Литву. В августе 1569 года — первый воевода в Великих Луках. Казнён в 1570 году в связи с опалой на брата Захария. В 1582/3 году включен для поминания в Синодик опальных.
Иван Иванович Очин-Плещеев скончался, не оставив после себя потомства.